# Giorgi Mamardaschwili
Giorgi Mamardaschwili (georgisch გიორგი მამარდაშვილი; englisch Giorgi Mamardashvili; * 29. September 2000 in Tiflis) ist ein georgischer Fußballspieler, der als Torhüter für den FC Valencia und die A-Nationalmannschaft spielt.

## Karriere

### Verein
Der aus Tiflis stammende Mamardaschwili kam 2012 vom FC Gagra in die Jugendmannschaft von Dinamo Tiflis. Nachdem er in der Saison 2018 als Ersatztorhüter der ersten Mannschaft nicht zum Einsatz gekommen war, wurde er für die Saison 2019 an den Ligakonkurrenten FC Metalurgi Rustawi ausgeliehen. Mamardaschwili gab sein Debüt in der ersten Liga Georgiens am 2. März 2019, als er bei der 1:4-Auswärtsniederlage gegen Lokomotive Tiflis in der Startelf stand.
Nachdem er 28 Einsätze absolviert und seiner Mannschaft geholfen hatte, den Abstieg zu vermeiden, wurde er für die Saison 2020 ohne Rückkehr zu Dinamo an Lokomotive Tiflis ausgeliehen. Für Lokomotive kam Mamardaschwili in der Europa League zum Einsatz, wo er mit einer guten Leistung im Spiel gegen den FC Granada auf sich aufmerksam machen konnte. Ende Dezember 2020 wurde er vom georgischen Fußballverband als bester Torhüter des Jahres ausgezeichnet. Anschließend verblieb er auch in der Saison 2021 bei Lokomotive.
Im Juli 2021 wurde die Leihe vorzeitig beendet und Mamardaschwili wechselte für ein Jahr auf Leihbasis zum FC Valencia, bei dem er für die zweite Mannschaft in der fünftklassigen Tercera División RFEF vorgesehen war. Er absolvierte die Saisonvorbereitung jedoch mit den Profis, beeindruckte den Trainer José Bordalás und erkämpfte sich einen Platz in der Startelf beim Ligaauftakt gegen den FC Getafe am 13. August 2021, ein Spiel, welches 1:0 für die Valencianer endete. Am 31. Dezember 2021 bestätigte Valencia die dauerhafte Verpflichtung von Mamardaschwili mit einem Vertrag bis 2024 und einer Option für ein weiteres Jahr. Im Mai 2022 wurde Mamardaschwili von der spanischen Sportzeitung Marca in das Team der Entdeckungen der Saison gewählt.
Ab der Saison 2025/26 steht er beim FC Liverpool unter Vertrag.

### Nationalmannschaft
Nach vier Einsätzen für die U21-Nationalmannschaft gab Mamardaschwili am 8. September 2021 im Freundschaftsspiel gegen Bulgarien sein Debüt in der A-Nationalmannschaft. Sein erstes Pflichtspiel bestritt er am 9. Juni 2022 beim 3:0-Sieg in der Nations League gegen Nordmazedonien. In der erfolgreichen Qualifikation für die EM 2024 stand er in allen zehn Spielen im Tor und wurde für die Endrunde nominiert. Bei der EM erreichte er mit Georgien überraschend das Achtelfinale, wobei sie gegen den späteren Europameister Spanien ausschieden. Mamardaschwili konnte mit guten Leistungen bei dem Turnier überzeugen.